# Princeton (Kentucky)
Pour les articles homonymes, voir Princeton.
La ville de Princeton est le siège du comté de Caldwell, dans l’État du Kentucky, aux États-Unis. Elle comptait 6 329 habitants lors du recensement de 2010.

## Source
- (en) Cet article est partiellement ou en totalité issu de l’article de Wikipédia en anglais intitulé « Princeton, Kentucky » (voir la liste des auteurs).